# 采尔京-马茨莱恩斯多夫
采尔京-马茨莱恩斯多夫是奥地利下奥地利州梅尔克县的一个市镇。总面积21.16平方公里，总人口1234人，人口密度58.3人/平方公里（2005年）。